# Fournet-Blancheroche
Fournet-Blancheroche é uma comuna francesa na região administrativa de Borgonha-Franco-Condado, no departamento de Doubs. Estende-se por uma área de 13,08 km². Em 2010 a comuna tinha 361 habitantes (densidade: 27,6 hab./km²).